# Blum-Ittah 氮丙啶合成
Blum-Ittah氮丙啶合成反应（也叫Blum-Ittah-Shahak氮丙啶合成反应，或简称Blum氮丙啶合成反应）是一个有机化学中的人名反应，用于由环氧乙烷制备吖丙啶。 

## 机理
环氧乙烷首先在叠氮根离子亲核进攻下发生开环，转化为2-叠氮醇。然后以类似于施陶丁格反应的方式被三烷基膦（如三苯基膦）还原，并释放氮气。然后膦亚胺中间体中的磷原子被羟基亲核进攻，形成P-O键。由此构建了一个五元环中间体。质子转移后，一对电子从氧原子转移到磷原子上，磷氮键异裂，电子对再转移到氮原子上。带负电荷的氮原子进攻与氧原子相连的碳原子，形成了吖丙啶三元环。同时，该反应还生成了副产物三烷基氧磷。 

## 应用
可以用Blum-Ittah吖丙啶合成反应合成α-甲基丝氨酸和6-氮杂环辛烷。